# 尚絅
尚絅（1447年—？），字美中，河南雎陽衛人，軍籍。明朝政治人物。進士出身。

## 生平
河南鄉試第八名。成化五年（1469年）參加乙丑科會試第二十五名，殿試登進士第二甲第十九名。

## 家族
曾祖尚雲、祖父尚興、父亲尚福。